# John Snow Memorandum
Das John Snow Memorandum ist eine Denkschrift im Zuge der COVID-19-Pandemie, in der sich als Erstunterzeichner über 80 Wissenschaftler und Experten gegen eine unkontrollierte Ausbreitung von COVID-19 unter Nicht-Risikopatienten und für den Schutz aller Bevölkerungsgruppen aussprechen. Die Schrift erschien am 15. Oktober 2020 in der wissenschaftlichen Fachzeitschrift The Lancet. Namensgeber ist der englische Epidemiologe John Snow (1813–1858), der im Jahre 1854 als erster die epidemiologische Ursache eines Cholera-Ausbruchs durch Fallnachverfolgung auf einen verunreinigten Brunnen eingrenzen konnte und damit als einer der Gründer der modernen Epidemiologie gilt.
Die Denkschrift ist eine Reaktion auf die am American Institute for Economic Research unterzeichnete Great-Barrington-Erklärung. Die Great-Barrington-Erklärung forderte, vorwiegend die Risikopatienten zu schützen, während sich das Virus unter der übrigen Bevölkerung rasch ausbreiten sollte, um eine Herdenimmunität zu erreichen. Im John Snow Memorandum wird die Forderung nach einer „natürlich erworbenen Herdenimmunität“ als unwissenschaftlich und gefährlich zurückgewiesen.

## Inhalt
Die Wissenschaftler argumentieren, es gebe keine Belege, dass durch eine unkontrollierte Ausbreitung eine dauerhafte Immunität gegen das Virus erreicht werden könne, stattdessen könnte eine solche auf natürliche Herdenimmunität abzielende Strategie für einen langen Zeitraum immer wiederkehrende Epidemien zur Folge haben und dauerhaft eine Gefahr für die zu isolierenden Risikogruppen bedeuten. Eine lange andauernde vollständige Isolation der Risikogruppen sei nahezu unmöglich und in höchstem Maße unethisch. Bei einer unkontrollierten Ausbreitung und dem damit verbundenen schnellen Anstieg der Fallzahlen seien ferner Auswirkungen auf das Gesundheitssystem, Pflegekräfte und die Wirtschaft zu hoch, um akzeptiert werden zu können. Ferner sei noch zu wenig über die Langzeitfolgen des Virus bekannt; große Teile der Bevölkerung könnten sterben bzw. an den Folgen der Erkrankung leiden.
Stattdessen fordern die Wissenschaftler effektive Maßnahmen, um die Eindämmung des Virus in allen Bevölkerungsgruppen zu gewährleisten, bis ein Impfstoff zur Verfügung steht. Ferner werden sozialpolitische Programme, um durch die Maßnahmen entstandenen Ungleichheiten zu beseitigen, gefordert.

## Unterzeichner
Zu den Unterzeichnern gehören in Deutschland  unter anderem Viola Priesemann vom Max-Planck-Institut für Dynamik und Selbstorganisation in Göttingen, Christian Drosten von der Berliner Charité, Melanie Brinkmann vom Helmholtz-Zentrum für Infektionsforschung, Friedemann Weber von der Liebig-Universität Gießen und Marco Binder vom Deutschen Krebsforschungszentrum.
In der Schweiz wurde die Denkschrift unter anderem von der Infektiologin Isabella Eckerle von der Universität Genf, der Epidemiologin Emma Hodcroft von der Universität Basel und dem Epidemiologen Christian Althaus von der Universität Bern mit unterzeichnet. In Großbritannien gehörte Devi Sridhar von der Universität Edinburgh zu den Co-Autoren, in den USA der Epidemiologe Marc Lipsitch von der Harvard University.